# Metascarta lineatipennis
Metascarta lineatipennis är en insektsart som först beskrevs av Carl Stål 1854.  Metascarta lineatipennis ingår i släktet Metascarta och familjen dvärgstritar. Inga underarter finns listade i Catalogue of Life.